# NTC Poprad
Het NTC Poprad (Slowaaks: Národné tréningové centrum Poprad) is een voetbalstadion in Poprad, Slowakije. Het is eigendom van de Slowaakse voetbalbond en wordt onder andere gebruikt door FK Poprad en verschillende Slowaakse nationale jeugdelftallen tijdens thuiswedstrijden. Ook worden er regelmatig internationale wedstrijden en trainingskampen gehouden in het NTC Poprad. Het stadion heeft een capaciteit van 5.700 toeschouwers, met allemaal zitplaatsen.